# Zsuzsa Pálos

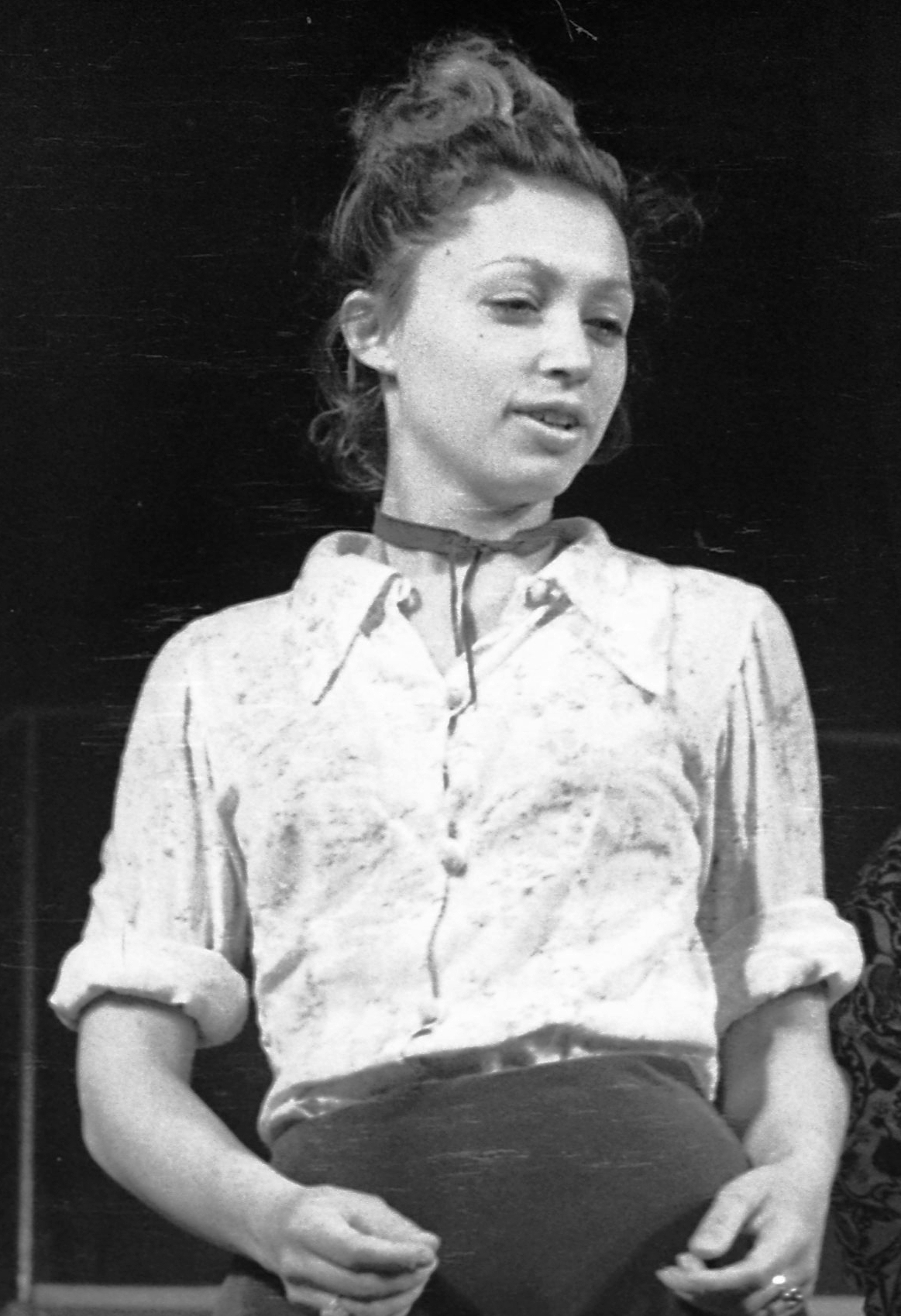
Zsuzsa Pálos (1971)

Zsuzsa Pálos (anhörenⓘ; * 23. September 1945 in Budapest) ist eine ungarische Schauspielerin und Synchronsprecherin.

## Leben und Wirken
Zsuzsa Pálos wuchs in der ungarischen Hauptstadt Budapest auf. Nach ihrem Schulabschluss arbeitete sie 1964 ein Jahr lang als Praktikantin in der Kostümbildnerei am Vígszínház. Von 1965 bis 1969 absolvierte sie eine Schauspielausbildung an der Hochschule für Theater- und Filmkunst in Budapest. In den Jahren 1968 und 1969 spielte sie als Praktikantin am Nationaltheater. Nach dem Studium unterzeichnete sie einen Vertrag am József-Attila-Theater, wo sie bis 1983 Ensemblemitglied war. Danach war sie freiberuflich tätig und spielte unter anderem am Nationaltheater in Pécs, am Latinovits-Theater in Budaörs und am Karinthy-Theater.
Sie wirkte seit 1967 bislang in mehr als 70 Film- und Fernsehproduktionen als Schauspielerin mit. So spielte sie auch in der von der DEFA produzierten Tragikomödie Komödianten-Emil die Hauptrolle. Sie stand auch in verschiedenen Theaterstücken auf der Bühne, so unter anderem in Hamlet, Die Räuber oder Der Wald.
Pálos ist zudem umfangreich als Synchronsprecherin tätig. Sie sprach Figuren in verschiedenen Zeichentrickfilmen und Animationsfilmen. Seit 1998 ist Pálos die ungarische Synchronstimme von Marge Simpson in der Zeichentrickserie Die Simpsons. Sie vertonte diese Figur in ungarischer Sprache auch in Die Simpsons – Der Film.
Weiterhin trat sie 1967 beim Táncdalfesztivál, einem Musikwettbewerb des ungarischen Fernsehens als Sängerin mit der Gruppe Omega auf.
Pálos hat einen Sohn.

## Filmografie (Auswahl)
- 1968: Das Mädchen (Eltávozott nap)
- 1970: Ich bin es, Jerome (Én vagyok Jeromos)
- 1973: Kakuk Marci
- 1973: Adolars phantastische Abenteuer (Mézga Aladár különös kalandjai, Fernsehserie, 3 Folgen)
- 1980: Komödianten-Emil

## Diskographie
- Pàlos Zsuzsa & Omega együttes: Nekem férfi kell, Qualiton 1967.